# Afrânio Pessoa
Afrânio Pessoa Castelo Branco  (Teresina, 29 de setembro de 1930 - Teresina, 26 de junho de 2017) foi um pintor expressionista e professor universitário brasileiro.

## Biografia
Filho unigênito de Dídimo Castelo Branco e Esther Maria Pessoa Castelo Branco. Graduou-se na Escola Nacional de Belas Artes em 1958, obteve menção honrosa no 9° Salão Nacional de Belas Artes. Afrânio foi aluno de grandes mestres como Henrique Cavalleiro, Mário Barata, Celita Vaccani, Quirino Campofiorito, entre vários.
Na Nona Bienal de São Paulo, Afrânio participou com dois trabalhos: "O Anjo do Cachimbo" e "Enterrado Duas Vezes", ambos de 1966.
Em 1969, com o patrocínio do Itamaraty, faz uma exposição junto com Píndaro Castelo Branco pelas cidades de Copenhague, Haia e Helsinque. Um ano depois, também patrocinado pelo Itamaraty, junto com outros 27 artistas integra a Coletiva de Arte Brasileira e, para uma mostra, percorre a Espanha, Alemanha, França, Suíça, Holanda e Suécia .  
Entre 1972 e 1973, elabora painéis para a reitoria da Universidade Federal do Piauí e para a nova sede das Centrais Elétricas do Piauí, em Teresina; em 1975, elabora painéis para o Palácio da Justiça, na mesma cidade.
Exerceu ministério na Universidade Federal do Piauí de 1989 a 1999.
Morreu em 26 de junho de 2017, aos 86 anos, de insuficiência renal.

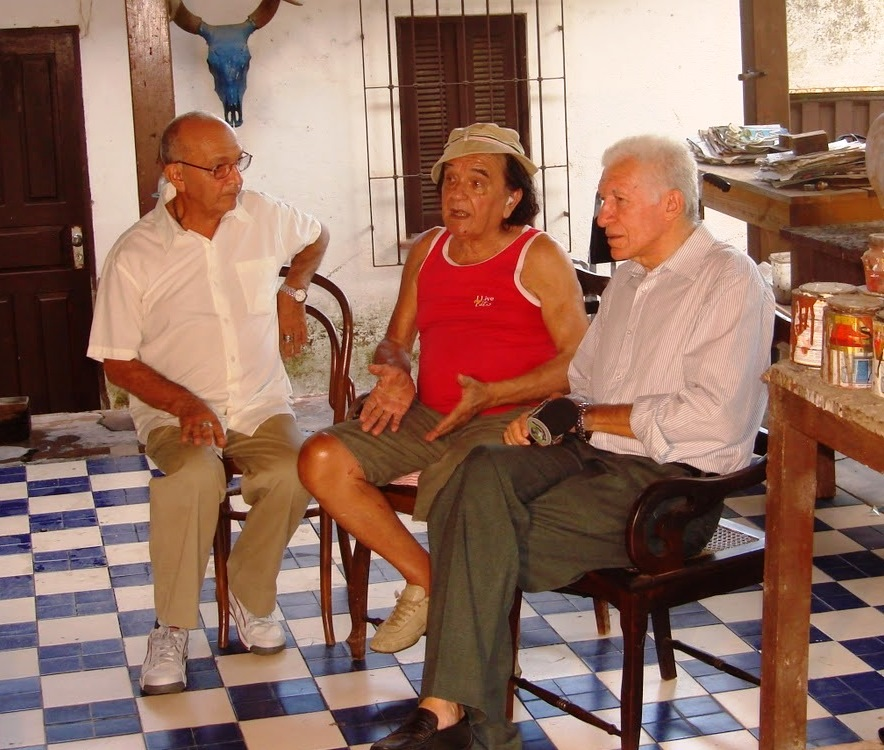
Afrânio Pessoa (ao centro) em seu ateliê, em 2005

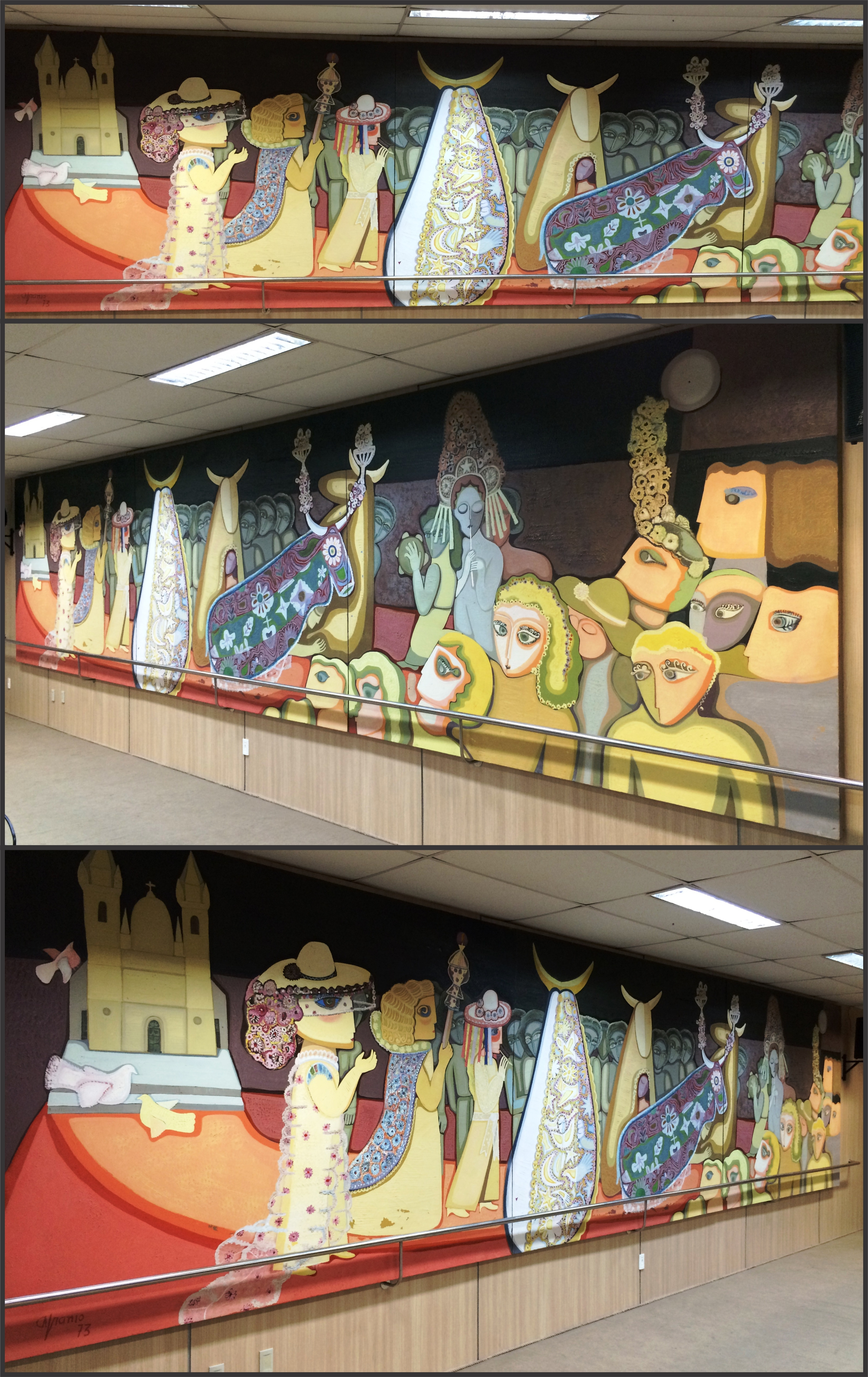
Painel inspirado em folclore nordestino Bumba meu boi, exposto no salão nobre da Universidade Federal do Piauí. (1972)

## Exposições

### Exposições individuais
- 1965- Rio de Janeiro RJ - Galeria Chica da Silva
- 1966- Rio de Janeiro RJ - Maison de France
- 1968- Fortaleza CE - Galeria Raimundo Cela
- 1970- Rio de Janeiro RJ - IBEU (INSTITUTO BRASIL ESTADO UNIDOS)
- 1971- Teresina PI - Maison Delas
- 1972- Rio de Janeiro RJ - Galeria Aliança Frances
- 1975- Fortaleza CE - Galeria Recanto do Ouro Preto
- 1978- Salvador BA - Museu de Arte Moderna
- 1979- Brasília DF - Parnaso Galeria de Arte
- 1984- Rio de Janeiro - Galeria Anna Maria Niemeyer
- 1987- Rio de Janeiro - A.M.Niemeyer Arte Galeria
- 1990- Fortaleza CE - L M Escritório de Arte
- 1992- Fortaleza CE - L M Escritório de Arte
- 1992- Fortaleza CE - MAUC
- 1994-Fortaleza CE - La Bohème Galeria
- 2004- Porto Alegre RS – "Afrânio Pessoa" Galeria Tina Zappolí.
- 2006- São Paulo – Galeria Estação [5]

- 1960- Rio de Janeiro RJ - 9º Salão Nacional de Arte Moderna, no MAM/RJ - menção honrosa
- 1963- Rio de Janeiro RJ - 12º Salão de Arte Moderna;
- 1966- Rio de Janeiro RJ – 15º Salão Nacional de Arte Moderna;
- 1967- São Paulo SP - 9ª Bienal Internacional de São Paulo, na Fundação Bienal;
- 1969- Copenhague (Dinamarca) - Artistas Brasileiros;
- 1969- Haia (Holanda) - Artistas Brasileiros;
- 1969- Helsinque (Finlândia) - Artistas Brasileiros;
- 1969- São Paulo SP - 10ª Bienal internacional de São Paulo, na Fundação Bienal
- 1970- Amsterdã (Holanda) Arte Brasileira Contemporânea
- 1970- Barcelona (Espanha) Arte Brasileira Contemporânea
- 1970- Berna (Suíça) Arte Brasileira Contemporânea
- 1970- Bonn (Alemanha) Arte Brasileira Contemporânea
- 1970- Colônia (Alemanha) Arte Brasileira Contemporânea
- 1970- Düsseldof (Alemanha) Arte Brasileira Contemporânea
- 1970- Frankfurt (Alemanha) Arte Brasileira Contemporânea
- 1970- Estocolmo (Suécia) Arte Brasileira Contemporânea;
- 1970- Genebra (Suíça) Arte Brasileira Contemporânea
- 1970- Milão (Itália) Arte Brasileira Contemporânea
- 1970- Paris (França) Arte Brasileira Contemporânea
- 1970- Zurique (Suíça) Arte Brasileira Contemporânea
- 1974- New York (Estados Unidos) - Artistas Latino-americanos;
- 1976-	Rio de Janeiro RJ - 25º Salão Nacional de Arte Moderna - isenção de Júri;
- 1987- Nebraska Lincoln (Estados Unidos)Exhibition Of Piauí;
- 1991- Campinas SP - Nordeste Contemporâneo: 11 artistas, na Galeria de Arte do Centro de Convivência Cultural;
- 1996- Porto Alegre RS - Natureza Humana, na Galeria Tina Zappolí;
- 1998- Porto Alegre RS - Sete Mostras Especiais, na Galeria Tina Zappolí;
- 1999- Porto Alegre RS - Arquétipos "A Próxima Ceia", na Galeria Tina Zappolí;
- 2000- Porto Alegre RS - Entre Séculos, na Galeria Tina Zappolí;
- 2001- São Paulo SP - Cultura Brasileira 1, na Casa das Rosas;
- 2002- São Paulo SP - Opera Aberta Celebração, na Casa das Rosas;
- 2003- Porto Alegre RS – "Humanidades", na Galeria Tina Zappolí.
- 2005- Porto Alegre RS- "A Reunião", na Galeria Tina Zappolí
- 2006- Porto Alegre RS – "25 Anos de Arte", na Galeria Tina Zappolí[6]